# Chronologie des communes luxembourgeoises
La chronologie des communes luxembourgeoises présente l'évolution du découpage administratif et des noms officiels des communes du Luxembourg.
En 2025, le Luxembourg compte 100 communes, le maximum aura été de 130 communes entre 1891, à l'issue d'une vague de scissions et 1920 et la fusion de la ville de Luxembourg avec plusieurs communes voisines.

## Histoire

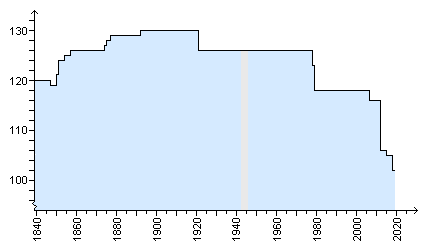
Évolution du nombre de communes au Luxembourg.

Parallèlement à la création du département des Forêts sous le régime français du 1er octobre 1795 à 1814, date de l'abdication de Napoléon Ier, sont nées presque toutes les communes luxembourgeoises actuelles.
Entretemps de nouvelles communes se sont créées soit par fusion d'anciennes communes, soit par séparation d'une partie d'une commune existante. D'autres communes furent dissoutes et leurs localités furent intégrées dans les communes avoisinantes. Le Luxembourg a ainsi connu au XIXe siècle un pic à 130 communes administratives, dont le découpage est toujours utilisé sous la notion de communes cadastrales au sein du cadastre du Luxembourg.
En juillet 2018, des discussions ont été menées avec les 51 communes de moins de 3 000 habitants afin de faire le point sur les éventuelles fusions à venir, ce que le gouvernement encourage, sans les imposer : le ministre de l'Intérieur Dan Kersch estime en effet que le seuil de population précité est une « taille critique » mais que les fusions ne se feront que par référendum local et que certains bourgmestres, comme celui de Saeul, refusent toute fusion, en tout 12 communes ont refusé catégoriquement toute fusion ; pour les communes du canton de Redange elles sont quant à elles réticentes à toute fusion avec des communes extérieures au canton.
En janvier 2021, trois projets de fusions sont à l'étude, qui feraient passer le pays de 102 à 95 communes :
- Cinq des six communes de la Nordstad : Bettendorf, Diekirch, Ettelbruck, Erpeldange-sur-Sûre et Schieren ;
- Bous et Waldbredimus, les habitants des deux communes ont voté en faveur de la fusion en avril 2022, elle est effective en 2023[5] ;
- Wahl et Grosbous, les habitants ont voté en faveur de la fusion en 2021 et les administrations communales ont lancé la procédure de façon officielle en mars 2022[6], elle est effective en 2023.

## Communes créées par séparation de localités de communes existantes
Entre 1849 et 1891, ces scissions font repasser le nombre de communes de 119 à 130.
- 8 mai 1849 : Eich est séparée de Rollingergrund[7] ;
- 6 août 1849 : Strassen est séparée de Bertrange[8] ;
- 22 janvier 1850 : Erpeldange et Schieren sont séparées d'Ettelbruck[9] ;
- 25 novembre 1850 : Walferdange est séparée de Steinsel[10] ;
- 22 février 1853 : Kopstal naît du détachement de plusieurs localités des communes de Steinsel et Kehlen[11] ;
- 3 mars 1856 : Leudelange est séparée de Reckange-sur-Mess[12] ;
- 20 décembre 1873 : Hamm est séparée de Sandweiler[13] ;
- 20 novembre 1874 : Mertzig est séparée de Feulen[14] ;
- 6 juillet 1876 : Schifflange est séparée d'Esch-sur-Alzette[15].
- 27 juin 1891 : Rumelange est séparée de Kayl[16].

## Fusions de communes

### 1821
Entre 1821 et 1826, Landscheid est intégrée à la commune de Hoscheid.

### 1823
Deux fusions en 1823 :
- Weicherdange, par intégration de localités des communes de Clervaux et Munshausen ;
- Hunsdorf fusionne avec Lorentzweiler.

### 1826
Adoptée par l'arrêté du 26 mai 1826.
- Stolzembourg fusionne avec les localités qui formaient l'ancienne commune de Landscheid, fusionnée avec Hoscheid en 1821, pour former la commune de Putscheid.

### 1846
Adoptée par l'ordonnance royale grand-ducale du 25 juillet 1846, cette fusion porte le nombre total de communes de 120 à 119, nombre qui augmentera ensuite à 130 avec les nombreuses scissions qui auront lieu de 1849 à 1891.
- Oberpallen fusionne avec Beckerich.

### 1920
Adoptées par la loi du 26 mars 1920 pour la première et du 30 juin 1920 pour la seconde, ces fusions, les premières depuis les scissions de 1849 à 1891, portent le nombre total de communes de 130 à 126 :
- Hamm, Rollingergrund et Hollerich fusionnent avec Luxembourg[18] ;
- Eich fusionne avec Luxembourg[19].

### 1978
Adoptée par la loi du 31 octobre 1977, cette fusion entre en vigueur le 1er janvier 1978 et porte le nombre total de communes de 126 à 123 :
- Asselborn, Boevange, Hachiville et Oberwampach pour former la nouvelle commune de Wincrange[20].

### 1979
Adoptée pour la première par la loi du 27 juillet 1978 et par la loi du 23 décembre 1978 pour les autres, ces fusions entre en vigueur le 1er janvier 1979 et portent le nombre total de communes de 123 à 118 :
- Arsdorf, Bigonville, Folschette et Perlé pour former la nouvelle commune de Rambrouch[21] ;
- Mecher et Harlange pour former la nouvelle commune de Lac de la Haute-Sûre[22] ;
- Rodenbourg fusionne avec Junglinster[22].

### 2006
Adoptée par la loi du 21 décembre 2004 pour la première et par la loi du 14 juillet 2005 pour la seconde, ces fusions entrent en vigueur le 1er janvier 2006 et portent le nombre total de communes de 118 à 116 :
- Bastendorf et Fouhren pour former la nouvelle commune de Tandel[23] ;
- Kautenbach et Wilwerwiltz pour former la nouvelle commune de Kiischpelt[24].

### 2012
Adoptées par la loi du 10 mai 2011, ces six fusions acceptées par référendum entrent en vigueur au 1er janvier 2012, portant le nombre total de communes de 116 à 106 :
- Clervaux, Heinerscheid et Munshausen en commune de Clervaux ;
- Ermsdorf et Medernach en commune de la Vallée de l'Ernz ;
- Esch-sur-Sûre, Heiderscheid et Neunhausen en commune d’Esch-sur-Sûre ;
- Bascharage et Clemency en commune de Käerjeng ;
- Consthum, Hoscheid et Hosingen en commune du Parc Hosingen ;
- Burmerange, Schengen et Wellenstein en commune de Schengen.

### 2015
Adoptée par la loi du 19 décembre 2014, cette fusion entre en vigueur le 1er janvier 2015 et porte le nombre total de communes de 106 à 105 :
- Eschweiler fusionne avec Wiltz[26].

### 2018
Adoptées pour les deux premières par deux lois du 15 avril 2016 et pour la dernière par la loi du 16 juin 2017, ces fusions entrent en vigueur le 1er janvier 2018 et portent le nombre total de communes de 105 à 102 :
- Hobscheid et Septfontaines pour former la nouvelle commune de Habscht[27] ;
- Boevange-sur-Attert et Tuntange pour former la nouvelle commune de Helperknapp[28] ;
- Mompach et Rosport pour former la nouvelle commune de Rosport-Mompach[29],[30].

### 2023
Adoptées par deux lois du 2 mars 2023, ces fusions entrent en vigueur le 1er septembre 2023 et portent le nombre total de communes de 102 à 100 :
- Grosbous et Wahl pour former la nouvelle commune de Groussbus-Wal[31] ;
- Bous et Waldbredimus pour former la nouvelle commune de Bous-Waldbredimus[32].

## Modification de nom officiel
Ces changements de nom sont liés au déplacement du chef-lieu de la commune d'une localité à une autre.
- Basbellain devient Troisvierges le 28 décembre 1908[33] ;
- Alscheid devient Kautenbach le 17 avril 1914[34] ;
- Bettborn devient Préizerdaul le 17 juillet 2001[35] ;
- Remerschen devient Schengen le 3 septembre 2006[36].

## Galerie

Depuis 2023
De 2018 à 2023.
De 2015 à 2017.
De 2012 à 2014.
De 2006 à 2011.
De 1979 à 2005.
En 1978.
De 1920 à 1977.
Avant 1920.